# Aktive Lenksysteme
Der Begriff Aktive Lenksysteme bezeichnet Lenkeinrichtungen von Kraftfahrzeugen, bei denen der Lenkwinkel der gelenkten Räder durch ein mechatronisches System eingestellt werden kann. Abhängig von der gelenkten Achse wird dabei zwischen aktiver Vorderachslenkung, auch Active Front Steering (AFS), und aktiver Hinterachslenkung unterschieden. Durch den Einbau aktiver Lenksysteme ist die Integration verschiedener Fahrerassistenzsysteme möglich, die teilweise bereits zum Einsatz kommen oder in Entwicklung sind:
- Fahrdynamikregelung mit Lenkeingriff
- Selbstlenkende Einparkhilfe
- Spurhalteassistent
- Ausweichassistent

## Aktive Vorderachslenkung
Die Aktive Vorderachslenkung ermöglicht einen vom Lenkradwinkel unabhängigen Lenkeingriff an der Vorderachse. Dieser Eingriff erfolgt entweder über die Aktoren eines Steer-by-Wire-Systems oder mittels einer elektronisch geregelten Überlagerung eines Winkels zum Lenkradwinkel. In heutigen Fahrzeugen mit aktiver Vorderachslenkung kommen ausschließlich Überlagerungssysteme zum Einsatz, da diese bei Ausfall des elektronischen Systems über die mechanische Verbindung von Lenkrad und Lenkgetriebe die Lenkbarkeit gewährleisten. Durch die Richtlinie 70/311/EWG ist vorgeschrieben, dass die Lenkbarkeit des Fahrzeugs erhalten bleiben muss, „auch wenn die hydraulischen, pneumatischen oder elektrischen Teile der Übertragungseinrichtung ganz oder teilweise ausfallen.“ Mit der Revision der ECE-Regelung R79 im Jahr 2006 ist es jedoch „möglich, Lenkanlagen ohne formschlüssige mechanische Verbindung zwischen der Betätigungseinrichtung und den Laufrädern“ einzusetzen.

### Überlagerungslenkung
Bei einer Überlagerungslenkung wird dem Lenkradwinkel ein Winkel überlagert, der Drehwinkel am Eingang des Lenkgetriebes entspricht dann nicht mehr dem Winkel des Lenkrads. Damit ist einerseits eine stufenlose Anpassung der Lenkübersetzung möglich: Für Rangieren bei geringen Geschwindigkeiten wird eine direkte Übersetzung eingestellt, so dass der Fahrer beim Parken weniger Lenkradumdrehungen benötigt. Bei Autobahnfahrten hingegen kann der Fahrer durch eine indirekte Übersetzung das Fahrzeug feinfühlig kontrollieren. Andererseits erlaubt die Überlagerung auch schnelle fahrdynamische Eingriffe, indem während der Fahrt bei gleichbleibendem Lenkradwinkel der Radwinkel verändert wird. Diese Funktionalität wird im Rahmen einer Fahrdynamikregelung eingesetzt.
Zur Überlagerung des Lenkwinkels wird ein Überlagerungssteller benötigt, der aus einem Überlagerungsgetriebe, einem Elektromotor und einer elektromechanischen Sperre besteht. Das Überlagerungsgetriebe ermöglicht in Verbindung mit dem Elektromotor an der Ausgangswelle (zum Ritzel des Lenkgetriebes) einen Winkel einzustellen, der sich vom Winkel der Eingangswelle (vom Lenkrad) unterscheidet. Fällt das elektrische System aus, wird das Getriebe durch die im stromlosen Zustand geschlossene Sperre verriegelt. Im gesperrten Zustand dreht sich die Ausgangswelle direkt mit der Eingangswelle.

## Geschichte und Ausblick
Eine zusammen mit der ZF Lenksysteme GmbH entwickelte Überlagerungslenkung wurde erstmals 2003 von BMW in einem Serienfahrzeug eingeführt. Das System wird in verschiedenen Modellen der 3er, 5er, 6er und 7er-Reihe sowie im X5 und X6 unter der Verkaufsbezeichnung Aktivlenkung bzw. in Kombination mit einer Hinterachsschräglaufregelung (5er (F10/F11) bzw. 5er-GT (F07), 6er (F12/F13) und 7er (F01/F02)) unter der Verkaufsbezeichnung Integralaktivlenkung angeboten. Bei der Aktiv- bzw. Integralaktivlenkung erfolgt die Winkelüberlagerung an der Vorderachse über ein Planetengetriebe. Hierzu treibt ein Elektromotor den Planetenträger an. Aufgrund der ungleichen Übersetzungen von Eingangs- und Ausgangswelle des Planetengetriebes (Durchtriebsübersetzung ≠ 1) entsteht eine Relativbewegung zwischen den beiden Wellen, welche die Winkelüberlagerung darstellt. Eine konstante Winkelüberlagerung findet somit auch bei nicht drehendem Elektromotor, also rein mechanisch, immer statt. Die Aktivlenkung erhielt im Januar 2004 den Innovationspreis der deutschen Wirtschaft.
Das 2007 von der Audi AG erstmals im Audi A4 unter der Verkaufsbezeichnung Dynamiklenkung vorgestellte System verwendet als Überlagerungsgetriebe ein Harmonic-Drive-Getriebe. Die Dynamiklenkung wurde von der ZF Lenksysteme GmbH in Zusammenarbeit mit der AUDI AG entwickelt.
Weiterentwicklungen kombinieren die Eigenschaften der Überlagerungslenkung (z. B. Dynamiklenkung) mit den Eigenschaften der Momentenüberlagerung (Elektromechanische Lenkung – EPS). Damit können Steer-by-Wire-ähnliche Funktionen ohne dessen Nachteile realisiert werden. So können z. B. die Vorderräder gelenkt werden, ohne dabei das Lenkrad zu drehen.